# Boechera davidsonii
Boechera davidsonii là một loài thực vật có hoa trong họ Cải. Loài này được (Greene) N.H.Holmgren mô tả khoa học đầu tiên năm 2005.